# Прагмонім
Прагмонім (від грец. πράγματος — «предмет, річ») — власна назва (або онім) на позначення об'єктів, які безпосередньо стосуються матеріальної сфери діяльності людини. Прагмоніми протиставляються ідеонімам (від грец. ιδέα — «ідея, думка, концепція» і грец. όνομα — «ім'я, назва»), тобто власним назвам, що номінують витвори людської культури, мистецтва або науки.

## Види прагмонімів
До прагматонімів як власних назв об'єктів, пов'язаних із матеріальною сферою діяльності людини, відносяться:
- архітектуроніми — власні назви споруд, зведених людиною із житловою, виробничою, розважальною або іншою метою (наприклад, Дім Павлова, вілла «Орхідея», Києво-Печерська лавра);
- хрематоніми — власні назви «унікального предмета матеріальної культури, зробленого або добутого руками людини, зокрема назва зброї, музичного інструмента, ювелірного виробу, предмета начиння, дорогоцінного каменя»[1]: гармати «Єдиноріг», «Вовк»; золоті самородки «Заячі вуха», «Верблюд»; алмази «Орлов», «Регент» тощо;
- порейоніми — власні назви «певного екземпляра будь-якого виду транспортних засобів»[1]: пароплав «Нетто», літак «Батьківщина», підводний човен «Наутілус», космічний корабель «Аполлон-2»;
- товароніми — власні назви предметів, призначених для продажу або які можна реалізувати: пиво «Львівське», журнал «Барвінок», торт «Київський».

Характеристика Т. Соболєвої, О. Суперанської, які зазначають, що «незважаючи на відсутність у деяких товарних знаках очевидного значення, було б помилкою вважати, що вони „зроблені із нічого“ і є винятково фантазією їхніх творців … З власне мовного погляду товарні знаки майже завжди мотивовані асоціаціями з іншими словами, подібними їм за формою або змістом. При створенні товарних знаків турбуються не стільки про те, щоб слово було одразу зрозумілим, скільки про те, щоб воно мало вплив. І чим більш неочікуваним є товарний знак, тим краще досягається мета привернути увагу»